# Уханьський інститут вірусології
Уханьський інститут вірусології Академії наук Китаю (кит.: 中国科学院武汉病毒研究所) — науково-дослідний інститут вірусології під керівництвом Китайської академії наук (CAS), який підпорядковується Державній раді Китайської Народної Республіки. Інститут є однією з 9 незалежних організацій Уханьського відділення Китайської академії наук. Інститут розташований в районі Цзянся в Ухані в провінції Хубей, він був заснована в 1956 році, та став першим у материковому Китаї лабораторією рівня біобезпеки 4 (BSL-4) у 2018 році. Інститут співпрацює з Галвестонською національною лабораторією у США, Міжнародним центром інфекційних досліджень у Франції та Національною мікробіологічною лабораторією в Канаді. Інститут був активним провідним дослідницьким центром з вивчення коронавірусів.

## Історія
Уханьський інститут вірусології був заснований в 1956 році як Уханьська мікробіологічна лабораторія при Китайській академії наук. Його заснували вчені Гао Шаньїнь, випускник Університету Сучжоу, і Чень Хуагуй. У 1961 році він був перейменований у Південно-Китайський інститут мікробіології, а в 1962 році його перейменували на Уханьський мікробіологічний інститут. У 1970 році він став Мікробіологічним інститутом провінції Хубей, після того як його підпорядкували Хубейській комісії з науки і технологій. У червні 1978 року інститут повернули Китайській академії наук, і перейменували на Уханьський інститут вірусології.
У 2003 році Китайська академія наук схвалила будівництво першої в материковому Китаї лабораторії рівня біобезпеки 4 (BSL-4) в Уханьському інституті вірусології. У 2014 році в інституті була побудована національна лабораторія біобезпеки вартістю 300 мільйонів юанів (44 мільйони доларів США) у співпраці та за підтримки лабораторії французького Міжнародного центру інфекційних досліджень. Нова лабораторна будівля має 3 тисячі м² площі рівня біобезпеки 4, а також 20 лабораторій рівня біобезпеки 2 і дві рівня біобезпеки 3. Об'єкти четвертого рівня біобезпеки були акредитовані Китайською національною службою акредитації з оцінки відповідності (CNAS) у січні 2017 року з лабораторією рівня біобезпеки 4, яка була введена в експлуатацію в січні 2018 року. В інституті було необхідно встановлення найвищого рівня біобезпеки, оскільки інститут досліджує дуже небезпечні віруси, зокрема SARS, грипу H5N1, японського енцефаліту і денге.
Національна лабораторія біобезпеки має тісні зв'язки з Галвестонською національною лабораторією Техаського університету. Вона також мала зв'язки з Канадською національною мікробіологічною лабораторією, доки штатні співробітники уханського інституту Сянго Цю та її чоловік Кедін Чен, які також отримували винагороду від канадського уряду, не були вивезені з канадської лабораторії з невідомих причин у липні 2019 року. Дослідники з Уханьського інституту вірусології у минулому співпрацювали із вченими з інших країн у створенні химерного коронавірусу. Деякі дослідники (зокрема Річард Ебрайт) вважають, що ця робота підпадає під визначення отримання посилених біологічних функцій, але багато інших експертів заперечують це визначення даних робіт.
Під час будівництва лабораторії в Ухані було враховано низку заходів безпеки. Лабораторію побудували далеко від будь-якої річкової заплави. Інститут також був побудований, щоб витримати землетрус магнітудою 7 балів, хоча в цьому регіоні не реєструються землетруси. Багато співробітників лабораторії Уханя пройшли навчання в лабораторії четвертого рівня безпеки у французькому місті Ліоні. Низка вчених також пройшли підготовку в Австралії, Канаді, США, а потім усередині країни до того, як лабораторія почала працювати. Низка вчених, зокремак американський молекулярний біолог Річард Х. Ебрайт, який висловлював занепокоєння щодо попередніх витоків вірусу SARS у китайських лабораторіях у Пекіні та був стурбований темпами та масштабом планів Китаю щодо розширення лабораторій біобезпеки четвертого рівня, назвав інститут «дослідницькою установою світового рівня, яка проводить дослідження найвищого рівня в галузі вірусології та імунології», водночас повідомлено, що Уханьський інститут вірусології є світовим лідером у вивченні коронавірусу кажанів.

## Дослідження коронавірусів

### Коронавіруси, пов'язані з гострими респіраторними інфекціями
У 2005 році група дослідників з Уханського інституту вірусології опублікувала дослідження походження коронавірусу SARS, виявивши, що китайські підковоноси є природними резервуарами коронавірусів, подібних до коронавірусу SARS. Продовжуючи цю роботу протягом багатьох років, дослідники з інституту відібрали тисячі підковоносів у різних місцях Китаю, виділивши понад 300 послідовностей коронавірусу кажанів.
У 2015 році міжнародна команда, до складу якої ввійшли двоє вчених з інституту, опублікувала успішне дослідження щодо того, чи можна змусити коронавірус кажана заразити клітинну лінію людини (HeLa). Команда створила гібридний вірус, поєднавши коронавірус кажана з вірусом SARS, який був адаптований для росту на мишах і імітації захворювання людини. Гібридний вірус зміг заразити клітини людини.
У 2017 році команда з інституту оголосила, що коронавіруси, виявлені у підковоносів у печері в Юньнані, містять усі генетичні фрагменти вірусу SARS, і припустила, що прямий прабатько людського вірусу виник у цій печері. Команда, провела в цьому районі 5 років, відбираючи зразки від кажанів у печері, та помітила наявність села лише за кілометр, після чого попередила про «ризик поширення на людей і виникнення захворювання, схожого на SARS». У 2018 році інша стаття групи з інституту повідомила про результати серологічного дослідження зразків крові селян, які проживали поблизу цих печер кажанів (поблизу селища Сіян в районі Цзіннін провінції Юньнань). Згідно з цим звітом, 6 із 218 місцевих жителів у зразку мали в крові антитіла до коронавірусу кажанів, що вказує на можливість передачі інфекції від кажанів людям.
До та під час пандемії COVID-19 дослідження на коронавірус в Уханьському інституті вірусології проводилися в лабораторіях рівня біобезпеки 2 і 3.

## Пандемія COVID-19
У грудні 2019 року органи охорони здоров'я Уханя повідомили про випадки пневмонії, пов'язаної з невідомим коронавірусом. Інститут перевірив свою колекцію коронавірусів і виявив, що новий вірус має 96 % генетичної схожості з RaTG13, вірусом, який його дослідники виявили у підковоносів на південному заході Китаю. Цей штам виявлений під час регулярних поїздок між 2012 і 2015 роками команди інституту, яка відвідувала провінцію Юньнань, приблизно за півтори тисячі кілометрів від Уханя.
Оскільки вірус поширювався по всьому світу, інститут продовжив дослідження. У лютому 2020 року команда під керівництвом Ши Чженлі в інституті першою ідентифікувала, проаналізувала та назвала генетичну послідовність нового коронавірусу (2019-nCoV), завантажила її в загальнодоступні бази даних для вивчення вченими з усього світу, і опублікували матеріали в журналі «Nature». 19 лютого 2020 року лабораторія опублікувала на своєму вебсайті лист із описом того, як вони успішно отримали повний геном вірусу. У лютому 2020 року інститут зробив крок, який викликав занепокоєння щодо прав інтелектуальної власності, а саме подав заявку на отримання патенту в Китаї на використання ремдесивіру, експериментального препарату, патентні права на який належать Gilead Sciences, оскільки ремдесивір, як виявлено в інституті, пригнічує вірус in vitro. Інститут заявив, що не буде використовувати свої нові патентні права в Китаї, «якщо відповідні іноземні компанії мають намір зробити свій внесок у запобігання та контроль епідемії в Китаї».
У квітні 2020 року адміністрація Трампа припинила грант NIH на дослідження того, як коронавіруси передаються від кажанів до людей. Альянс «EcoHealth Alliance», що базується в Нью-Йорку і фінансується NIH, був предметом скандалів і посиленого контролю через його зв'язки з Уханьським інститутом вірусології. Під політичним тиском Національний інститут здоров'я (NIH) у липні 2020 року припинив фінансування «EcoHealth Alliance».

### Звинувачення в походженні вірусу
Лабораторія інституту була джерелом теорій змови і необґрунтованих припущень щодо походження коронавірусу. Це стало джерелом політичної напруги між Китаєм та іншими країнами, включаючи Австралію та США. Були повідомлення, що початковий спалах був спровокований або маніпуляціями, або випадковим вивільненням вірусу, який зберігався в приміщеннях інституту, і що процівники інституту могли змовитися, щоб приховати це. Ши Чженлі заперечила наявність зв'язку між інститутом і появою COVID-19. У лютому 2021 року після розслідування в Ухані команда ВООЗ заявила, що лабораторне походження витоку COVID-19 «дуже малоймовірне», підтверджуючи очікування експертів щодо ймовірного походження та ранньої передачі вірусу. Однак генеральний директор ВООЗ Тедрос Аданом Гебреїсус заявив, що висновки звіту не є остаточними, а дані були приховані від дослідників. У відповідь на цей звіт політики, зокрема Джо Байден і Борис Джонсон, а також Гебреїсус, закликали до подальших розслідувань походження COVID-19. Наукова думка про те, що випадковий витік можливий, але малоймовірний, залишається незмінною.

## Дослідницькі центри
До складу інституту входять такі наукові центри:
- Центр нових інфекційних захворювань
- Китайський центр вірусних ресурсів і біоінформатики
- Центр прикладної та екологічної мікробіології
- Кафедра аналітичної біохімії та біотехнології
- Відділ молекулярної вірусології